# 龍野市
龍野市（たつのし）は、兵庫県の南西部に位置した市。西播磨県民局管轄地域であった。

## 地理

### 隣接していた自治体
姫路市、相生市、揖保郡太子町、揖保郡揖保川町、揖保郡新宮町

## 歴史
『播磨国風土記』によれば、龍野の由来は「『野見宿禰がこの地で没し、出雲から多くの人が来て、揖保川の石で墳墓を作るため野に立ち並んだ』という故事から『立野』と呼ばれ、『龍野』に変化した」、とされている。
龍野の地は江戸時代初期、姫路藩池田氏の領地であったが池田利隆の死に伴いこの地に本多政朝が入封、龍野藩が立藩した。以後、諸氏の支配や天領を経て、最終的には脇坂家10代200年の治世の後維新を迎えた。これにより城下町が形成され、龍野藩の城下町となった。現在の市街地にも城下町の町割りが残る。
明治維新における廃藩置県の際には龍野県となり、後に姫路県（のち飾磨県と改称）に併合された。1876年8月に飾磨県が兵庫県に編入されて以降は兵庫県に属していた。
昭和の大合併においては、姫路市のラモート合併に触発されて「西播田園都市構想」が持ち上がり、相生市・龍野町を中心とする10市町村による合併が当初構想されたが、結局立ち消えとなった。龍野町はまず小宅村との合併を成立させ、その後揖西村・揖保村・神岡村・誉田村・半田村・神部村・河内村・越部村の8村に対して合併の申し入れをしたが、相生市からも合併の申し入れを受けていた半田・神部・河内の3村は態度を保留（のち3村で揖保川町を新設）、越部村は住民投票の結果龍野町への合併は否決され新宮町との合併を選び、残る4村が龍野町との合併を決めた。その後も揖保郡内全町村との大合併が構想されたが、市の内容充実をはかるのが先決条件だとされこれも構想に終わった。

### 沿革
- 1909年（明治42年）1月1日 龍野電気鉄道、龍野町駅ほか開業。
- 1909年（明治42年）2月20日 龍野電気鉄道龍野町駅 - 觜崎駅間開業。
- 1931年（昭和6年）12月23日 国鉄姫津線（現・西日本旅客鉄道姫新線）本竜野駅、東觜崎駅が開業。
- 1934年（昭和9年）12月15日 播電鉄道（旧龍野電気鉄道）線全線廃線。
- 1948年（昭和23年）4月1日 （旧）龍野町・小宅村が合併して（新）龍野町が発足。
- 1951年（昭和26年）4月1日 龍野町・揖西村・揖保村・神岡村・誉田村が合併して龍野市が発足。
- 2003年（平成15年）4月18日 新宮町・揖保川町・御津町・太子町との1市4町で合併協議会を設立。
- 2005年（平成17年）10月1日 新宮町・揖保川町・御津町と合併してたつの市が発足（太子町は脱会）。同日龍野市廃止。

## 行政

### 歴代市長
市政制度移行後の市長
| 代        | 氏名     | 就任年月日       | 退任年月日       | 備考                                                           |
| --------- | -------- | ---------------- | ---------------- | -------------------------------------------------------------- |
| 初代      | 堺吉次郎 | 昭和26年4月24日  | 昭和30年4月14日  | 旧揖保村長。次期市長選に立候補のため辞職したが落選。           |
| 2代-3代   | 衣笠文夫 | 昭和30年5月1日   | 昭和38年4月30日  | 兵庫県議会議員（日本社会党）                                   |
| 4代       | 桑田虎夫 | 昭和38年5月1日   | 昭和41年9月25日  | 旧揖保村長、兵庫県議会議員。汚職・暴力犯人隠避事件で引責辞任。 |
| 5代-7代   | 横尾橘治 | 昭和41年10月21日 | 昭和53年10月20日 | 龍野商工会議所副会頭・会社社長                                 |
| 8代-9代   | 原田薫   | 昭和53年10月21日 | 昭和61年10月20日 | 龍野市助役                                                     |
| 10代-12代 | 尾西堯   | 昭和61年10月21日 | 平成10年10月20日 | 兵庫県公室長                                                   |
| 13代-14代 | 西田正則 | 平成10年10月21日 | 平成17年10月1日  | 龍野市助役                                                     |

## 経済

### 産業
淡口醤油、手延べそうめん、皮革業、紫黒米「むらさきの舞」

### 電気
龍野町にあった東洋楽器製造は自家用電力の余剰電力を使用して1908年（明治41年）3月に電気事業の許可を受け1909年（明治42年）8月に龍野町と小宅村の一部に電気供給を開始した。1911年（明治44年）6月に姫路水力電気に電気事業を譲渡した。

## 姉妹都市・提携都市

### 国内
- 高知県安芸市（平成元年4月姉妹都市提携） 
  - 童謡「浜千鳥」「雀の学校」「春よ来い」などを作曲した弘田龍太郎の出身地
- 東京都三鷹市（平成13年3月友好都市提携）
  - 龍野生まれの「赤とんぼ」作詩者三木露風が第二の故郷として後半生を過ごした武蔵野の地
- 滋賀県湖北町（平成13年3月友好都市提携）
  - 近江国浅井郡丁野荘脇坂村（現在の湖北町）は旧龍野藩主脇坂氏の始祖である脇坂安治の出身地

## 地域

### 教育
現在、龍野市立の学校は全てたつの市立となっている。

#### 小学校
いずれの小学校も標準服を着用する。
| - 龍野市立龍野小学校 - 龍野市立小宅小学校 - 龍野市立揖西東小学校 - 龍野市立揖西西小学校 | - 龍野市立揖保小学校 - 龍野市立誉田小学校 - 龍野市立神岡小学校 |

#### 中学校
| - 龍野市立龍野東中学校 | - 龍野市立龍野西中学校 |

#### 高等学校
| - 兵庫県立龍野高等学校 - 兵庫県立龍野北高等学校 | - 兵庫県立龍野実業高等学校（2010年2月26日廃校） |

### マスメディア
- K-CAT eoTV（ケーブルテレビ）

## 交通

### 鉄道
- 西日本旅客鉄道
  - 姫新線 : 本竜野駅 - 東觜崎駅

山陽本線竜野駅は龍野市ではなく揖保郡揖保川町に所在していた。

### 道路
| - 山陽自動車道 - 播磨自動車道 | - 国道2号 - 国道29号 - 国道179号 |

## 名所・旧跡・博物館・祭事・催事

### 旧市街（城下町）

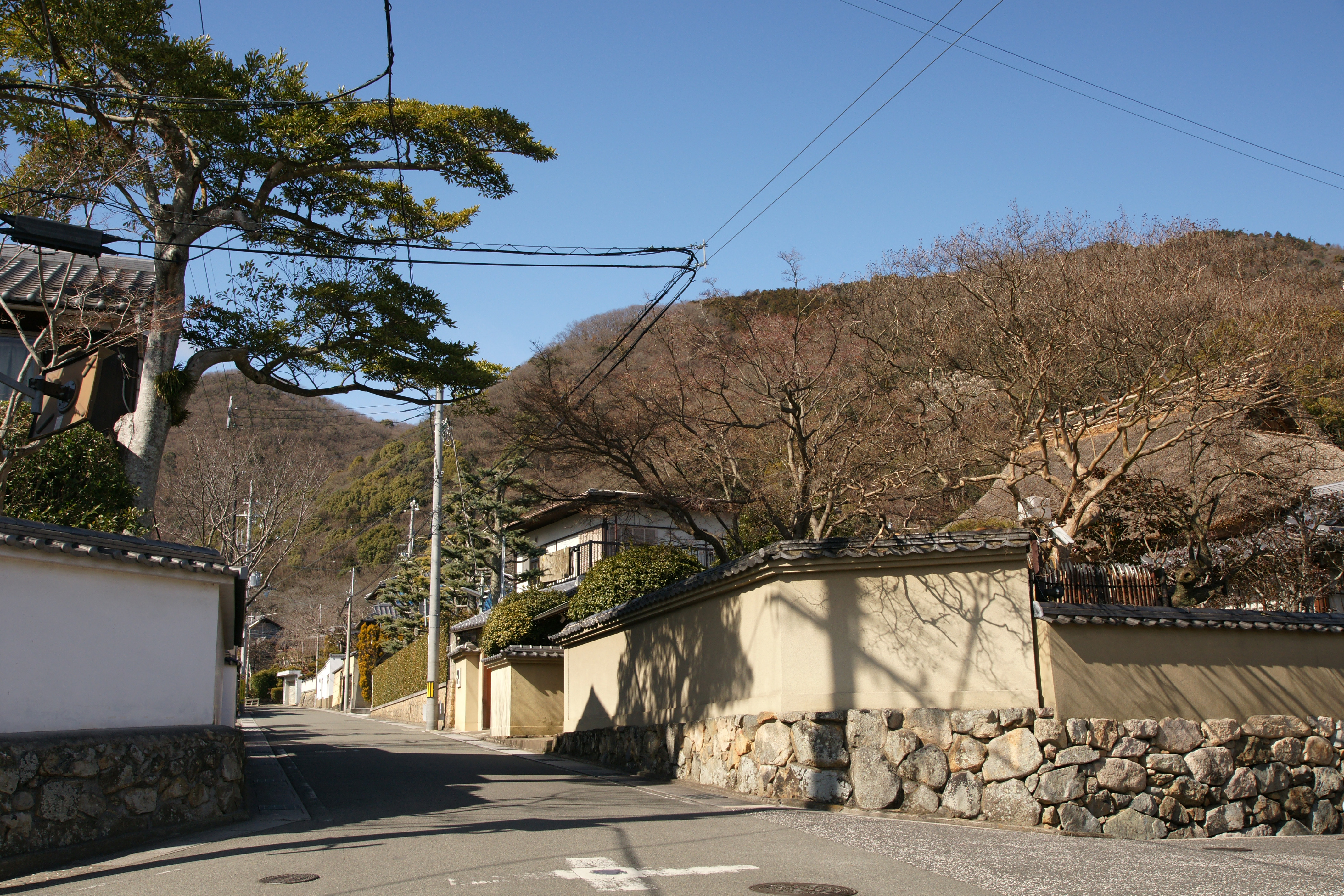
龍野町中霞城
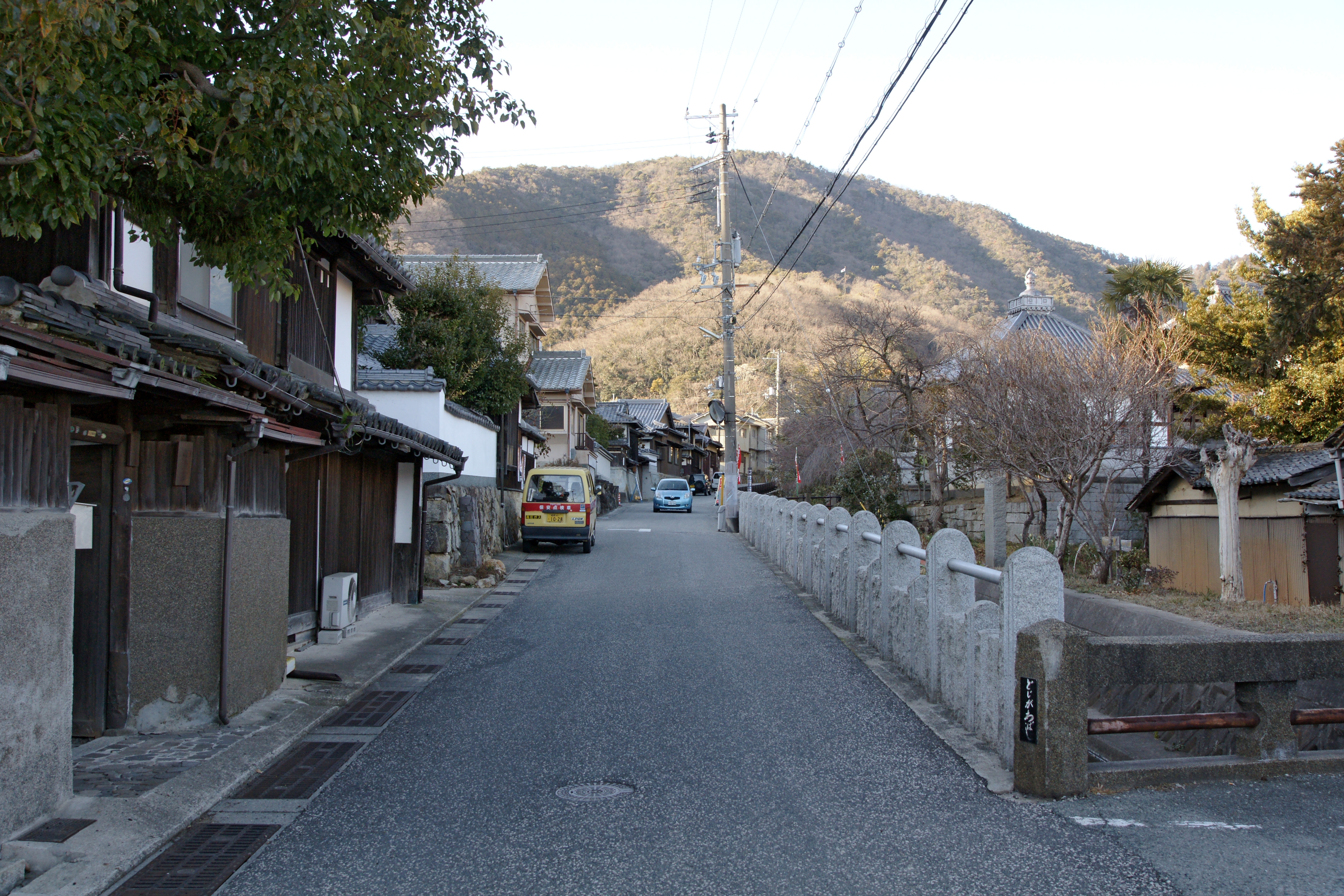
龍野町下霞城
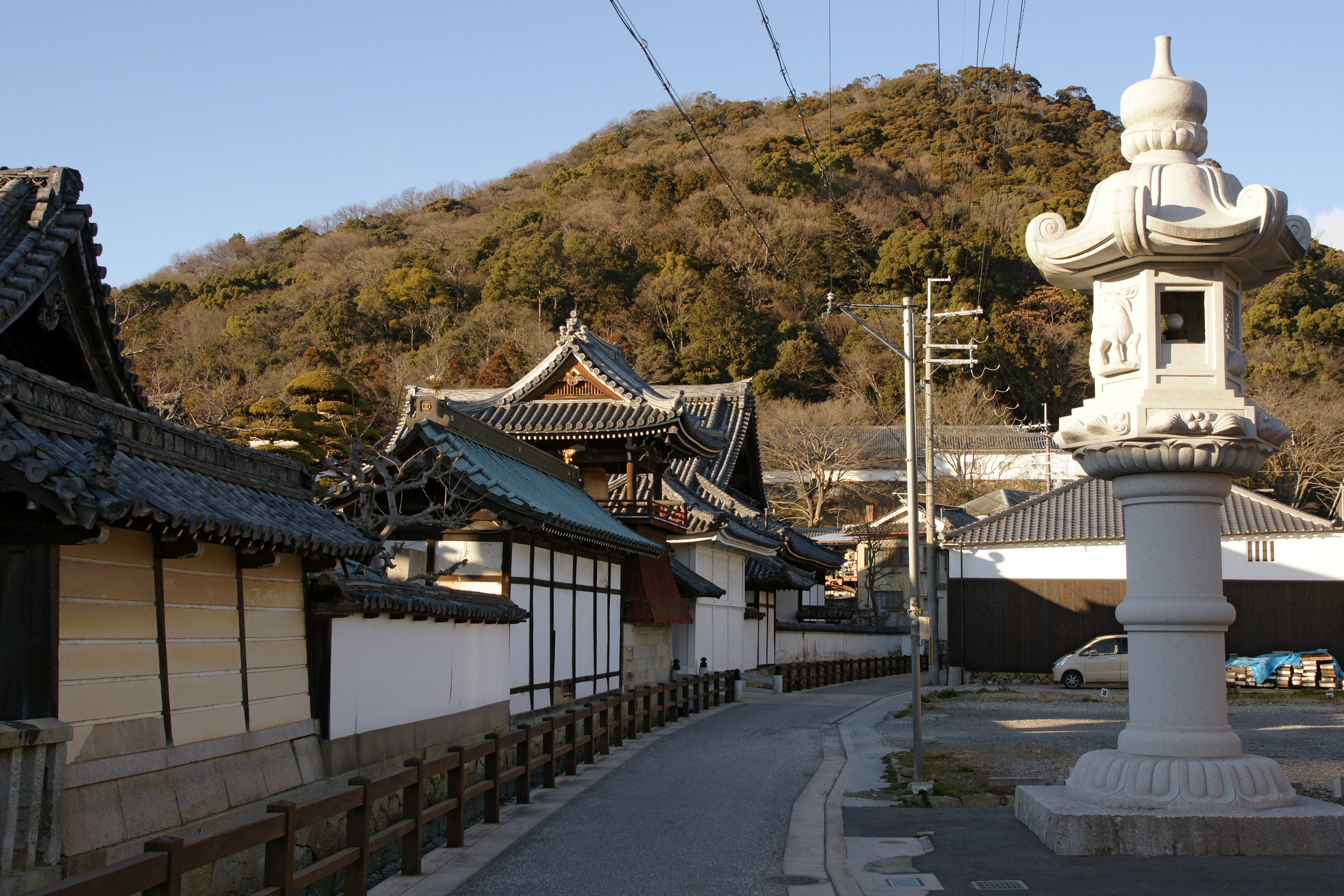
龍野町大手
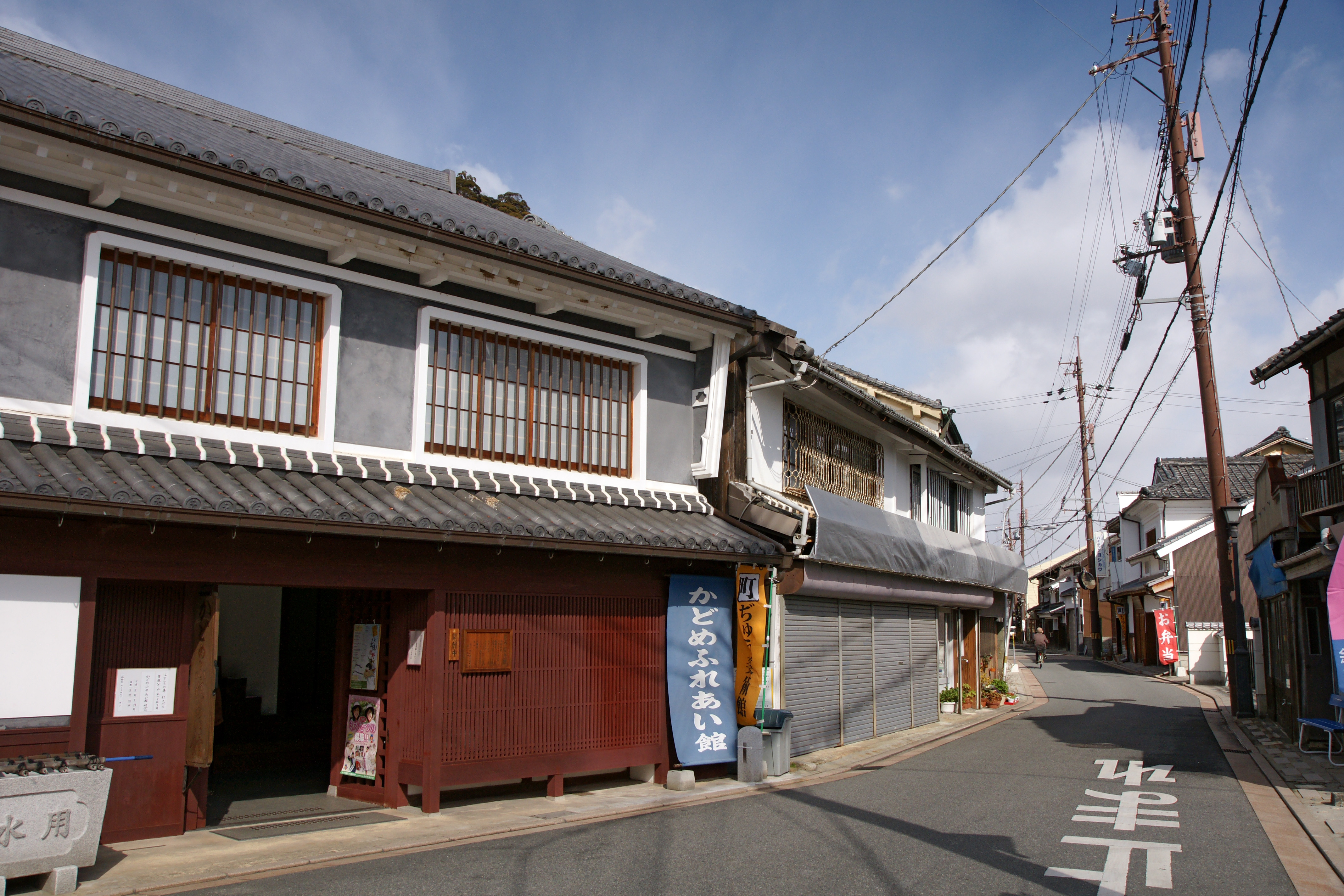
龍野町上川原
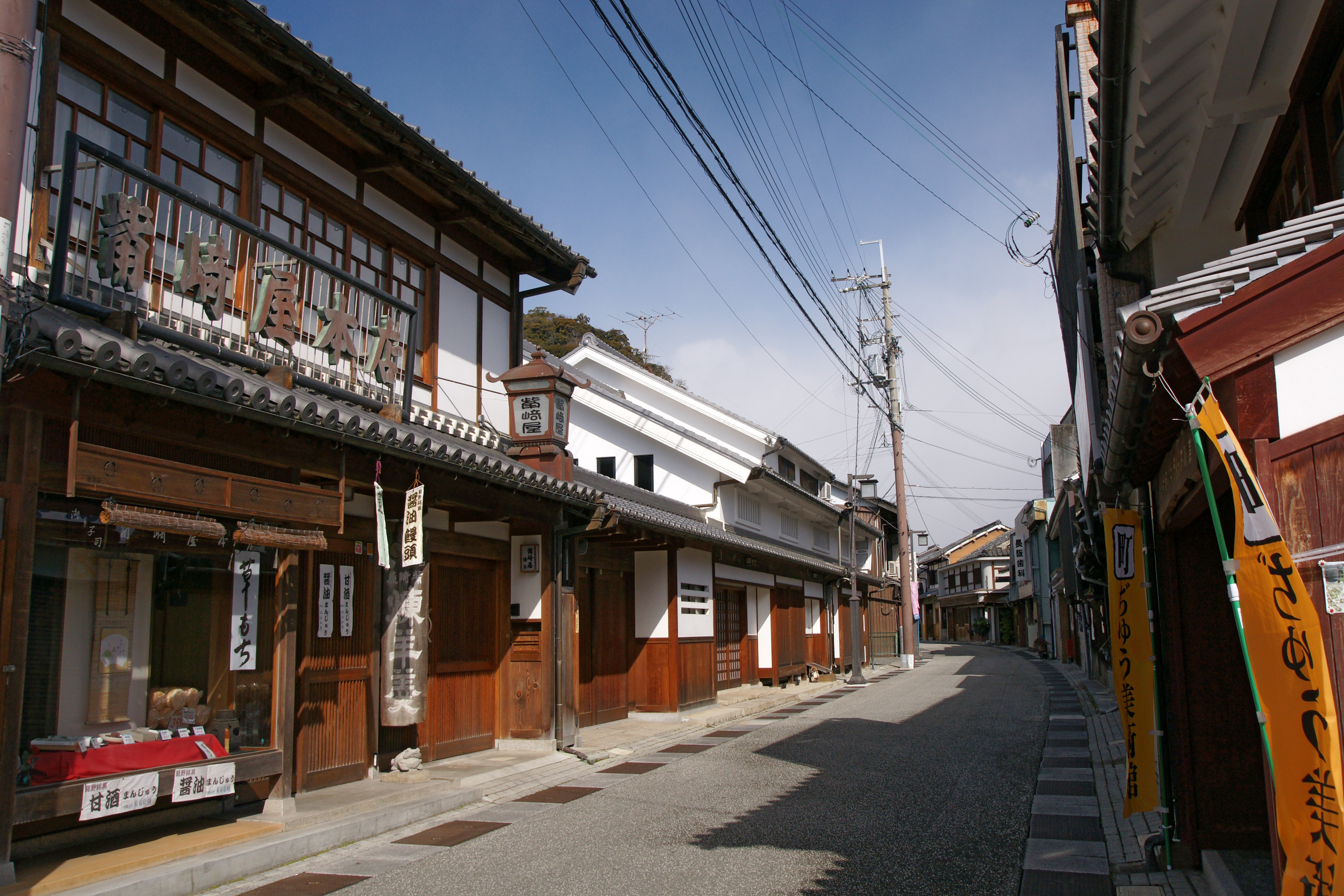
龍野町下川原
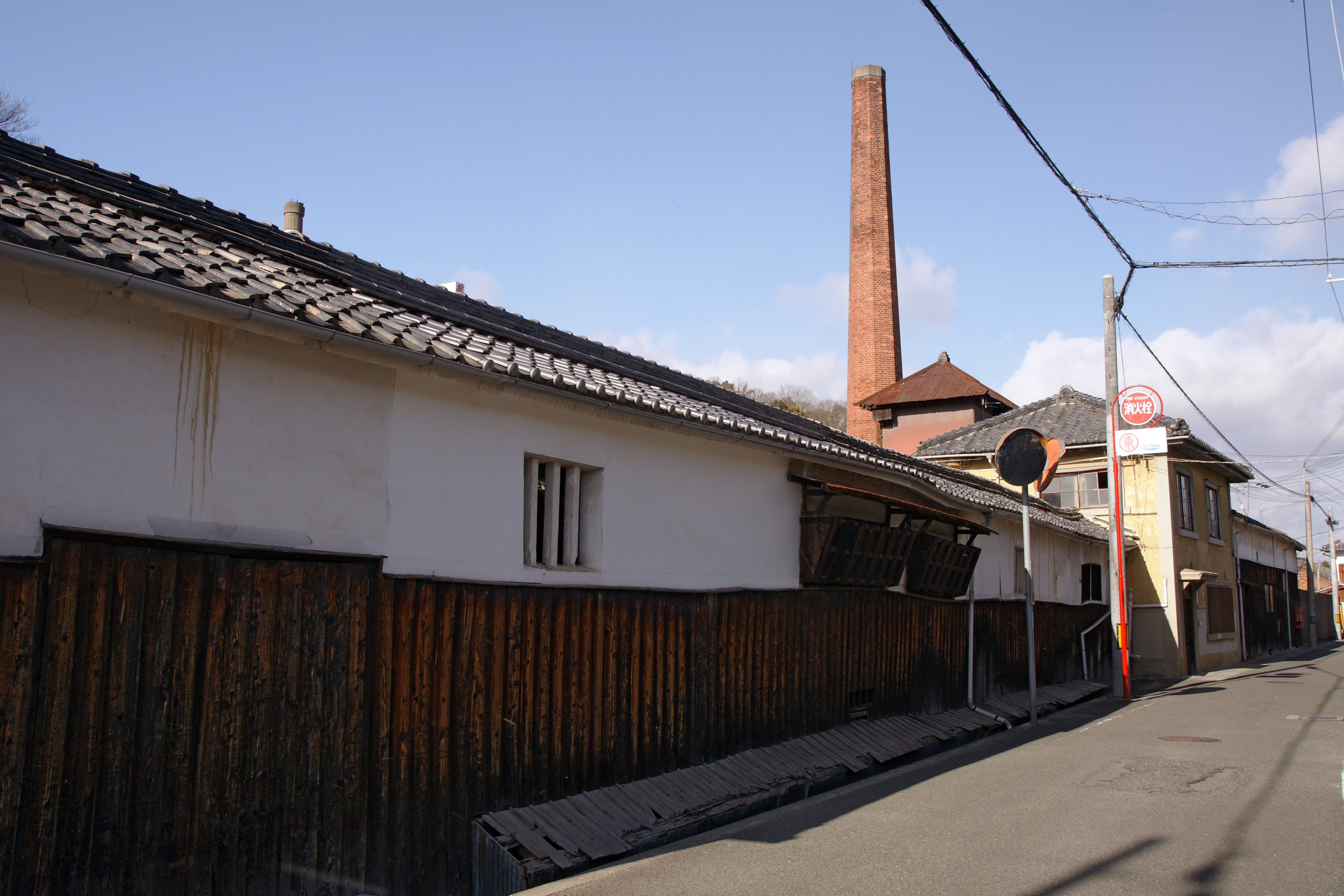
龍野町日山

## 龍野市出身の有名人
- 三木露風 - 詩人
- 三木清 - 哲学者
- 渡辺均 - 元サンデー毎日の編集長
- 田中静壱 - 陸軍大将（終戦時、宮城事件を収拾後に自決）
- 西田正雄 - 海軍大佐（戦艦比叡艦長）
- 小坂忠士 - 日本中央競馬会（JRA）所属の騎手
- 矢野勘治（興安嶺）- 歌人（「嗚呼玉杯に花うけて」の作詞者）
- 内海信之（泡沫・青潮）- 詩人
- 平山晃康 - 日本大学教授、医師（脳神経外科）
- 播竜山孝晴 - 元大相撲力士（最高位は小結）、現在は年寄・待乳山
- 北磻磨聖也 - 大相撲力士